# حملة آيث إيراثن (1845)
حملة آيث إيراثن في جويلية 1845م شملت الأرجاء الشرقية لمدينة الجزائر في جبال الأربعاء نايث إيراثن ضمن منطقة القبائل.

## حملة آيث إيراثن
احتمى «أحمد بن سالم» في منطقة الأربعاء نايث إيراثن خلال شهر جويلية 1845م بعدما حاصره الجنرال بيجو في المناطق المنخفضة القريبة من سهل متيجة.
ذلك أن جيشا من الفرنسيين كان قد انطلق من مخيم «عين الأربعاء» البعيد عن مدينة دلس بعشرين كيلومترا، وذلك في يوم 25 جويلية 1845م بقيادة الجنرال بيجو، متوجها صوب منطقة قبيلة «آيث واقنون»، وقد استقرت هذه القوات الفرنسية مؤقتا في منطقة «موصادة» قبل أن تعاود المسير.
وأمام هذا الحشد الفرنسي الكبير، لم يكن أمام «أحمد بن سالم» و«بلقاسم أوقاسي» إلا أن ينسحبا نحو جبال آيث إيراثن، على الضفة الشرقية من واد سيباو، مصطحبين معهما كل السكان الذين ساندوهما خلال الشهور الماضية في مقاومة الفرنسيين.
وبعد أن توقفت القوات الفرنسية قليلا في منطقة قبيلة آيت عيسى ميمون المعروفة بعدائها الكبير للفرنسيين، قامت بالتوجه نحو قرية «تيقوبايين» أين تمركزت في يوم 27 جويلية 1845م وسط 500 بيت أمازيغي مبني بالحجارة ويعلوه القرميد.
وكان الهدف من وراء هذه الحملة العسكرية بقيادة الجنرال بيجو هو إخضاع القبائل التي نقضت العهد معه بعد أن تم وقف النار بين الطرفين خلال سنة 1844م، ولم يكن هدف هذا التحرك هو التوغل داخل مرتفعات جرجرة حيث السكان يعادون الفرنسيين بشراسة.
وقامت حينئذ قبيلة آيث إيراثن بإيواء «أحمد بن سالم» من جديد بعد انسحابه إليها في يوم 25 جويلية 1845م.
وكانت هذه المناطق القبائلية المرتفعة قد استقبلت في شهر أغسطس 1843م كلا من «أحمد بن سالم» ومساعده «بوشارب» الذي لحق بالخليفة بتاريخ 11 يونيو 1845م عند قبيلة «آيت لعزيز»، ثم ما لبث «بلقاسم أوقاسي» أن التحق بهما في هذا المأوى المنيع.